# Kyöstää
Kyöstää är en ö i Finland. Den ligger i sjön Keurusselkä och i kommunen Keuru i den ekonomiska regionen  Keuru ekonomiska region  och landskapet Mellersta Finland, i den södra delen av landet, 230 km norr om huvudstaden Helsingfors. Öns area är 1,3 hektar och dess största längd är 200 meter i sydväst-nordöstlig riktning.